# Starożytna Macedonia
Starożytna Macedonia – antyczne królestwo na Półwyspie Bałkańskim, zamieszkane przez helleński lud z plemienia Dorów, którego historyczne centrum znajdowało się na terytorium obecnej północno-środkowej Grecji.
Za rządów Filipa II, Macedonii, znajdującej się dotychczas na uboczu świata greckiego, udało się zdobyć dominację nad całą Grecją, oprócz Sparty.
Przez krótki okres, za panowania Aleksandra Wielkiego Macedonia stała się najpotężniejszym państwem na świecie. Syn Filipa II całkowicie złamał Imperium Perskie oraz podbił większość kontrolowanego przez nie terytorium, docierając aż do Indii.
Podboje Filipa i Aleksandra oraz przedwczesna śmierć tego ostatniego zapoczątkowały epokę hellenistyczną.

## Wczesne dzieje
W odróżnieniu od większości greckich państw Macedonia była monarchią. Odmienny ustrój państwowy oraz liczne antagonizmy z miastami-państwami greckimi, przyczyniły się do błędnego przeświadczenia o Macedończykach jako jedynie „spokrewnionych” z Grekami. Teza o barbarzyństwie Macedończyków była szczególnie gorliwie rozprzestrzeniana przez Demostenesa. Mówili oni jednak tym samym językiem co Grecy, byli dopuszczani do udziału w olimpiadzie, a sam Herodot (V, 22 i VIII, 137 – 139) twierdził, iż pochodzili z plemienia Dorów. Jako założyciela państwa wymienia się Perdikkasa I (ok. 700 p.n.e.), jednak większe znaczenie uzyskała Macedonia dopiero pod rządami Archelaosa I (413–399 p.n.e.).

## Czasy Filipa II i Aleksandra Wielkiego
Mocarstwową pozycję Macedonii ugruntował Filip II (panował w latach 359–336 p.n.e.), podporządkowując sobie Epir i Górną Macedonię, podbijając m.in. znaczną część Tracji i niemal całą Grecję. Jego syn, Aleksander Wielki, przyłączył do królestwa imperium perskie.

## Okres hellenistyczny

### Wojny diadochów
Po śmierci Aleksandra (323 p.n.e.) jego zdobycze zostały rozdzielone między wodzów macedońskiej armii (tzw. diadochów). Macedonia wraz z Grecją i krajami sąsiednimi przypadła Antypatrowi, który jednak zmarł w 319 p.n.e. wyznaczając na swego następcę Polyperchona. Syn Antypatra, Kassander, niepogodzony z tą decyzją, sprzymierzył się z diadochami Antygonem, Ptolemeuszem i Lizymachem i w wyniku walk przejął władzę. W 316 p.n.e. rozkazał zamordować wdowę po Aleksandrze Wielkim Roksanę, a w 309 p.n.e. jej małoletniego syna Aleksandra IV. Po śmierci Kassandra w 298 p.n.e. rozgorzały walki o dominację w Grecji i Macedonii, toczone między Demetriosem, Lizymachem i Pyrrusem, królem Epiru. Po kilku zmianach na tronie i najeździe Galów Macedonia znalazła władcę w osobie Antygona Gonatasa, syna Demetriosa, wnuka Antygona Jednookiego.

### Rządy Antygona Gonatasa
Drogę Antygona Gonatasa na tron Macedonii ułatwiła panująca w kraju anarchia spowodowana najazdem Galów w 279 p.n.e. i słabą władzą. Szeroko rozpropagował on swoje zwycięstwo nad Celtami pod Lizymachią w 277 p.n.e., a w 276 p.n.e. sięgnął po władzę w Macedonii i Tessalii. W 274 p.n.e. kraj najechał Pyrrus pokonując Antygona i zajmując Tessalię oraz znaczną część samej Macedonii. Później walki przeniosły się na Peloponez, gdzie w 272 p.n.e. Pyrrus zginął oblegając Argos, a jego armia poddała się Antygonowi. Zwycięstwo dało Gonatasowi kontrolę nad Grecją, utrzymywaną dzięki macedońskim garnizonom m.in. w Koryncie, Pireusie, a od 270 p.n.e. w Chalkis na Eubei, którymi kierował brat króla, Krateros.
W 267 p.n.e. wybuchła tak zwana wojna chremonidejska. Ateny i Sparta, wsparte przez flotę Ptolemeusza II, zbuntowały się przeciwko macedońskiej hegemonii. Antygon Gonatas pokonał Spartan pod Koryntem w 265 p.n.e. i obległ Ateny które poddały się pod koniec 262 p.n.e. Był to koniec politycznego znaczenia stolicy Attyki, jednak Macedonii wciąż zagrażał Egipt kontrolujący wyspy Morza Egejskiego i próbujący wpływać na bieg spraw w Grecji. Antygon sprzymierzył się z Antiochem II przeciwko Ptolemeuszowi II (tzw. II wojna syryjska) i w 255 p.n.e. odniósł zwycięstwo w morskiej bitwie w pobliżu Kos. Egipt utracił panowanie nad Morzem Egejskim i potwierdził dominującą rolę Macedonii w Grecji.
W 251 p.n.e. młody polityk Aratos zdobył władzę w Sykionie i przyłączył swoje miasto do niewielkiego Związku Achajskiego, umacniając pozycję tej organizacji w Grecji. Związek prowadził politykę antymacedońską (z poparciem Egiptu), w 243 p.n.e. udało się nawet Aratosowi zdobyć twierdzę Akrokorynt, gdzie stacjonował garnizon Antygona. Macedonia utraciła kontrolę nad drogą na Peloponez, a sukces Związku Achajskiego sprawił, że przyłączyły się do niego kolejne poleis.

### Demetrios II i Antygon Doson
Antygon Gonatas zmarł w 239 p.n.e., tron Macedonii przejął jego syn Demetrios II, rozpoczynając panowanie od walk ze Związkiem Etolskim. Rozwiązało to ręce Związkowi Achajskiemu, który rozszerzał się na kolejne państwa. W 229 p.n.e. Demetrios II poległ w walce z Dardanami z północy, co wykorzystali Etolowie, zajmując Tessalię.
Sytuację opanował Antygon III Doson, który wzmocnił macedońskie wpływy w Grecji. Adoptował małoletniego syna Demetriosa II – późniejszego Filipa V. Zmarł w 221 p.n.e. po zwycięskiej bitwie z Dardanami.

### Panowanie Filipa V
W końcu III w. p.n.e. król Filip V sprzymierzył się z Hannibalem przeciwko Rzymowi. Tytus Kwinkcjusz Flamininus pobił Filipa w 197 p.n.e. pod Kynoskefalaj i zmusił do zrzeczenia się hegemonii nad Grecją.

### Upadek państwa
W kolejnej wojnie Lucjusz Emiliusz Paulus Macedoński pokonał Perseusza (syna Filipa) w bitwie pod Pydną (168 p.n.e.) i zdetronizował dynastię. Macedonia stała się rzymską prowincją.

## Pod panowaniem rzymskim
Przy podziale państwa rzymskiego w 395 została przyłączona do cesarstwa wschodniego. Od VI w. na terenie Macedonii osiedlali się także Słowianie.